# Ceyhun Fersoy

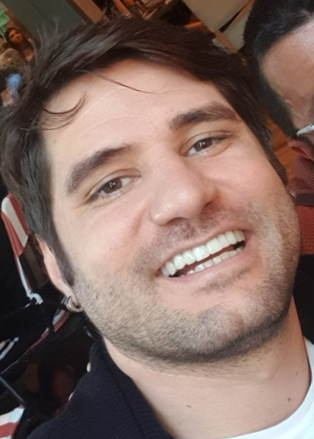
Ceyhun Fersoy, 2020

Ceyhun Fersoy (* 18. Juli 1982 in Istanbul) ist ein türkischer Schauspieler.

## Biografie
Ceyhun Fersoy wurde am 18. Juli 1982 in Istanbul geboren. Seine Schulzeit verbrachte er in der Schweiz und in Frankreich und beendete sie im Jahr 2001 in der Türkei. 2005 begann er seine Ausbildung zum Schauspieler an der TÜRVAK Sinema Televizyon Eğitim Merkezi Yapım Yönetim Bölümü-Schauspielschule und setzte sie ab 2006 im Müjdat Gezen Sanat Merkezi Actor Studio fort, wo er sie auch erfolgreich beendete. 2015 heiratete er die türkische Schauspielerin Begüm Öner. Von 2012 bis 2022 war er in der Serie Seksenler zu sehen. Außerdem bekam Fersoy 2018 in Şansa Bak die Hauptrolle.

## Filmografie (Auswahl)
- 2002: Ana Kuzusu
- 2005: Kurtlar Vadisi
- 2005: Tombala
- 2006: İki Aile
- 2007: Çati kati
- 2007: Neşeli Gençlik
- 2007: Avrupalı
- 2008: Destere
- 2009: Güneşi Gördüm – Ich habe die Sonne gesehen
- 2010: Çocuklar Duymasın
- 2011: Kutsal Damacana 3 – Dracoola
- 2012–2022: Seksenler
- 2018: Şansa Bak
- 2019: Hayatta Olmaz